# NGC 1048
NGC 1048 est une lointaine paire de galaxies située dans la constellation de la Baleine.  NGC 1048 a été découverte par l'astronome américain Lewis Swift en 1885. 

## Caractéristiques
Sa vitesse par rapport au fond diffus cosmologique est de  11 389 ± 15 km/s, ce qui correspond à une distance de Hubble de 168 ± 12 Mpc (∼548 millions d'al).
La galaxie PGC 10140 est identifiée à NGC 1048 et PGC 10137 à NGC 1048A sur la base de données NASA/IPAC. Le site de SED et du professeur Seligman emploie plutôt NGC 1048A pour PGC 10137 et NGC 1048B pour PGC 10140, ce qui peut porter à confusion. Les caractéristiques données ici sont celles de PGC 10140. Celles de PGC 10137 sont décrites sur la page NGC 1048A.
Selon la base de données Simbad, NGC 1048 (PGC 10140) est une galaxie LINER, c'est-à-dire une galaxie dont le noyau présente un spectre d'émission caractérisé par de larges raies d'atomes faiblement ionisés.